# Şāleḩāt
Şāleḩāt (persiska: صالحات) är en ort i Iran.   Den ligger i provinsen Chahar Mahal och Bakhtiari, i den centrala delen av landet, 500 km söder om huvudstaden Teheran. Şāleḩāt ligger 1 812 meter över havet och antalet invånare är 343.
Terrängen runt Şāleḩāt är kuperad åt nordost, men åt sydväst är den bergig. Şāleḩāt ligger nere i en dal. Runt Şāleḩāt är det ganska glesbefolkat, med 38 invånare per kvadratkilometer. Närmaste större samhälle är Lordegān, 13,9 km väster om Şāleḩāt. Omgivningarna runt Şāleḩāt är i huvudsak ett öppet busklandskap.